# Légende du peigne d'or
La légende du peigne d'or est un conte traditionnel de la Montagne Noire, décrivant les efforts d'un bourgeois d'Hautpoul pour s'emparer du peigne d'or appartenant à la fée Saurimonde, ou Salimonde. 

## La Légende

### Première version
La légende veut que sur les rives de l'Arnette, en contrebas du village d'Hautpoul, vivaient une femme d'une extrême beauté, aux longs cheveux blonds et sa fille de trois ans. Leur refuge était une caverne, un palais pour elles, au pied d'une cascade, où elles demeuraient cachées des humains. D'origine apparemment noble, la femme serait en réalité une fée nommée Saurimonde. Elle se tenait à l'écart des êtres humains, ne se laissant pas voir, car n'aimant pas les habitants du village, alors cité médiévale prospère. De ces bourgeois, le plus détestable était le chef des archers nommé Rivière, cupide, arrogant et brutal, n'aimant rien d'autre que la chasse. 
Un jour, alors que ce dernier revenait d'une de ces parties de chasse, un cerf en travers des épaules, il entendit des éclats de rire venant de la rivière. Approchant, il aperçut la femme et sa fille, toutes deux nues, et la mère essayant de coiffer sa fille avec un grand peigne d'or incrusté de pierres précieuses. Rivière, qui reconnut là la fée Saurimonde, dont les troubadours d'Occitanie n'hésite pas à vanter dans leurs chansons, ne fut pas tant troublé par sa beauté. Cupide, toute sa convoitise se portait non pas sur la femme, mais sur le peigne qu'elle possédait, « bijou de reine, œuvre du diable ». Ainsi, il attendit sans rien faire, mais alors que le soleil se couchait et qu'elles sortaient de l'eau, il n'y tint plus et se prépara à s'emparer de l'objet. Néanmoins, il marcha sur une pierre branlante, qui se décrocha et finit sa course dans l'eau, alertant la fée. Celle-ci fuit alors, son enfant dans les bras, sous le couvert de sa caverne.
Dès lors, Rivière fut hanté par le peigne, et ne désirait rien de plus que de le posséder. Il se désintéressa même de la chasse, et tous les habitants du bourg virent qu'il avait changé. Ainsi, un soir, dépassé par son désir, il courut vers la cascade, armé de son arbalète. Arrivé sur place, il découvrit avec joie que la fée s'y trouvait aujourd'hui encore. Caché, il plaça un carreau dans l'arme, et la visa. Mais il ne parvint à atteindre sa cible, ce qui ne lui était jamais arrivé. Pendant ce temps, la femme nue le raillait, et il fut contraint de rentrer à Hautpoul. Il revint ainsi tous les soirs, ne parvenant jamais à toucher la fée, qui était comme protégée de tous ses efforts. Furieux, il se résolut à aller voir le curé de l'église Saint-Sauveur, et le convainquit qu'elle était une fille du Diable. L'homme d'église lui conseilla donc de placer une pièce d'or du comte de Toulouse sur son carreau avant de tirer avec sur Saurimonde, car celle-ci, « frappée à mort, abandonnera son bijou ». 
Le lendemain matin, aux première lueurs de l'aube, Rivière se dirigea d'un pas décidé vers la cascade. Là-bas, la fée et sa fille, l'ayant aperçu, se moquaient déjà de lui. Ne prenant pas le temps de viser, il tira, mais ne toucha point la femme : il atteignit mortellement son enfant. Saurimonde, folle de douleur, emporta sa fille dans la grotte, laissant s'échapper le peigne d'or, qui disparut dans les remous de la cascade. Mais avant de franchir le seuil, elle se retourna et maudit Rivière : « Assassin, sois maudit ! De grande Rivière que tu es, tu deviendras petit ruisseau ! ». Elle disparait alors à jamais,,,.
Le meurtrier passa ses journées dans l'Arnette, à rechercher le précieux peigne, y perdant le sommeil, l'appétit et même la raison. C'est ainsi que sa famille, prospère, sombra rapidement dans le néant, et que son nom disparut des rues d'Hautpoul. La malédiction de Saurimonde avait fait effet.

### Deuxième version
Une autre version de la légende parle d'une femme, sachant parler aux oiseaux, qui venait se coiffer avec un peigne d'or, se servant de l'Arnette comme d'un miroir. Un jour, alors qu'elle se penchait trop, le peigne lui échappa des mains, emportant avec lui quelques-uns de ses longs cheveux blonds. Éperdue de chagrin devant cette perte, elle demeura là à pleurer, bien longtemps. Lorsqu'elle se releva enfin, elle découvrit avec stupeur que les bords de la rivière s'étaient couvert de maisons : la ville de Mazamet était apparue. Et cela grâce à elle ! En effet, la rivière miroitaient maintenant de reflets dorés, dus à ses cheveux emportés, ce qui fit la richesse des industries textiles qui s'installèrent en masse à Mazamet à partir du XIXe siècle.

## Origine
Cette légende pourrait trouver son origine dans une histoire qui s'est déroulée après la croisade des albigeois. Une prédicatrice cathare, fuyant la persécution se serait alors réfugiée dans une grotte à proximité d'Hautpoul, avec son enfant. Elle aurait alors été dénoncée par un habitant nommé Rivière, désireux d'obtenir une récompense. Confiée à l'Inquisition, elle est ensuite morte de ses mauvais traitements.
La population d'Hautpoul, très favorable au catharisme mais opprimée par les seigneurs catholiques, ne put alors se venger de Rivière. C'est peut-être pourquoi cette légende est apparue, afin de rappeler la mémoire de la jeune femme, et de se venger quelque peu de son délateur, qui voit ainsi son nom associé à un crime envers une fée. De plus, la légende rappelle la cupidité dont il a fait preuve en dénonçant la cathare en échange d'argent.